# ۷۲۱ (میلادی)
۷۲۱ (میلادی) هفتصد و بیست و یکمین سال تقویم میلادی است.

## درگذشتگان
- ۲۹ دسامبر – امپراتریس گمه‌ای، شاعر ژاپنی (ز. ۶۶۰)